# Айгельтінген
Айгельтінген (нім. Eigeltingen) — громада в Німеччині, знаходиться в землі Баден-Вюртемберг. Підпорядковується адміністративному округу Фрайбург. Входить до складу району Констанц.
Площа — 59,30 км2. Населення становить 3861 ос. (станом на 31 грудня 2020).